# 제주공룡랜드

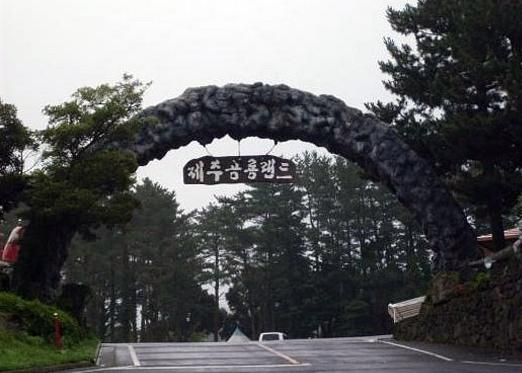
제주공룡랜드

제주공룡랜드는 2009년 개관한 대한민국의 공룡 박물관이다. 제주특별자치도 제주시 애월읍에 위치하고 있으며 총 부지 약 3만 5천평의 테마공원으로, 공룡테마 외에도 해양박물관, 어린이체험학습장, 3D 입체영화관, 미니보트장, 희귀 허브종을 볼 수 있는 허브동상, 허브온실, 제주도의 토속길을 재현한 '올레길' 및 전망대, 잔디광장 등이 조성되어 있다.

## 시설

### 놀이시설
- 잔디광장
- 손 패달 보트
- 3D 입체영상관
- 미로공원

### 전시시설
- 애니메이션 주제관
- 자연사박물관
- 해양박물관
- 토이랜드
- 평화의광장
- 허브하우스
- 앵무새사파리
- 미니동물원

### 체험학습시설
- 새모이주기 체험장
- 조랑말 체험장
- 산하도예(도자기체험)
- 화석발굴체험
- 아우토반키즈키
- 허브심기체험